# 銀冷杉
銀冷杉（学名：Abies alba）为松科冷杉属的一种植物。其种加词“alba”意为“白色的”。其外型呈現漂亮的綠色金字塔狀，帶略白色的枝枒，常被聯想為傳統的聖誕樹；生於歐洲山區的原生植物，為常綠的松科植物，成樹高50至60米，樹幹直徑闊1.5米，樹葉為針狀，呈墨綠色。